# Estreito de Haro

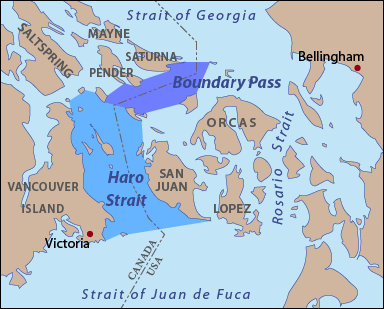
Limites do estreito de Haro

O estreito de Haro é um estreito localizado na costa do oceano Pacífico da América do Norte. É um dos principais canais que ligam o estreito de Geórgia com o estreito de Juan de Fuca, separando a ilha de Vancouver e as ilhas do Golfo (pertencentes à Colúmbia Britânica, Canadá), das ilhas San Juan (do estado de Washington, Estados Unidos).
Este estreito faz parte do limite internacional entre Canadá e Estados Unidos definido pelo paralelo 49 N.